# Carrhotus catagraphus
Carrhotus catagraphus là một loài nhện trong họ Salticidae.
Loài này thuộc chi Carrhotus. Carrhotus catagraphus được Jastrzebski miêu tả năm 1999.